# Marcus Morris
Ne doit pas être confondu avec Markieff Morris, son frère jumeau.
Pour les articles homonymes, voir Morris.
Marcus Thomas Morris Sr., né le 2 septembre 1989 à Philadelphie en Pennsylvanie, est un joueur américain de basket-ball. Il mesure 2,01 m, et évolue aux postes d'ailier et ailier fort.

## Biographie

### Carrière universitaire
Il joue trois saisons en National Collegiate Athletic Association (NCAA), chez les Jayhawks du Kansas de l'université du Kansas avant de se rendre éligible pour la draft 2011 de la NBA.

### Carrière professionnelle

#### Rockets de Houston (2011-2013)
Il est sélectionné au 14e rang par les Rockets de Houston, cinq minutes après son frère Markieff qui a été sélectionné à la 13e position par les Suns de Phoenix.
Le 2 janvier 2012, il est envoyé en D-League chez les Vipers de Rio Grande Valley. Pour son premier match en D-League, le 6 janvier, Morris marque 33 points et prend 16 rebonds dans la courte défaite des siens 105 à 103 chez les Wizards du Dakota. Le 13 janvier, il est rappelé dans l'effectif des Rockets. Le 3 février, il est renvoyé chez les Vipers puis rappelé par les Rockets le 20 février.
Après la blessure de Patrick Patterson, l'entraîneur des Rockets Kevin McHale titularise Morris au poste d'ailier fort pour le premier match de la saison 2012-2013. Lorsqu'il a appris cela, Morris pendant que McHale plaisantait car il a peu joué lors de sa saison rookie et qu'il était blessé lors de la pré-saison. Durant la saison, Morris est le remplaçant de Patterson et est titularisé 17 fois lorsque Patterson est blessé. Son tir à trois points progresse beaucoup par rapport à sa première saison, il est proche de tripler sa moyenne, passant de 12 % à 38 % de réussite.

#### Suns de Phoenix (2013-2015)
Le 21 février 2013, Morris est transféré chez les Suns de Phoenix, où il retrouve son frère jumeau. Un jour plus tard, il joue son premier match avec son frère durant les six dernières minutes lors de la défaite chez les Celtics de Boston, où il termine avec sept points, deux interceptions et un rebond, sans avoir eu un seul entraînement avec les Suns avant d'entrer en jeu. C'est la deuxième fois que des frères jumeaux jouent ensemble pour la même équipe après Dick et Tom Van Arsdale avec les Suns lors de la saison 1976-1977. Le 1er mars 2013, Morris marque seize points (4 sur 5 à trois points) lors de la victoire des Suns 92 à 87 contre les Hawks d'Atlanta. Le 10 mars 2013, il est titularisé aux côtés de son frère contre son ancienne équipe, les Rockets de Houston, devenant les premiers jumeaux à être titularisés dans la même équipe NBA.
Le 29 septembre 2014, Morris signe une extension de contrat avec les Suns. Le 29 octobre 2014, lors du match d'ouverture de la saison 2014-2015 des Suns de Phoenix, Morris marque 21 points et son équipe s'impose 119 à 99 contre les Lakers de Los Angeles. Le 2 janvier 2015, durant le quatrième quart-temps du match où les Suns s'imposent 112 à 96 contre les 76ers de Philadelphie, lui et Markieff ainsi que Goran et Zoran Dragić, jouent ensemble pour les Suns. C'est la première fois dans l'histoire de la NBA que deux paires de frères jouent ensemble pour la même équipe en même temps sur le terrain. Le 7 janvier, lors d'un match contre les Timberwolves du Minnesota, Morris reçoit une faute technique et a été filmé en train de réprimander son entraîneur Jeff Hornacek sur la situation. Il est ensuite vu comme l'un des sportifs les plus méchants de l'Arizona mais pas uniquement en raison de cet incident.
Le 6 février 2015, Morris réalise son premier double-double en carrière en marquant 34 points (son record en carrière) et prenant 12 rebonds lors de la victoire 100 à 93 contre le Jazz de l'Utah. Son double-double en commençant la rencontre remplaçant fait de lui le deuxième joueur remplaçant après Brook Lopez en 2014-2015 à terminer avec au moins 30 points et 10 rebonds sur un match. En plus, le dernier joueur des Suns à avoir réalisé cette performance est Danny Manning en 1997. Le 22 mars, contre les Mavericks de Dallas, les jumeaux Morris réalisent tous les deux un double-double dans le même match pour la première fois de leur carrière professionnelle.

#### Pistons de Détroit (2015-2017)
Le 9 juillet 2015, il est transféré avec Danny Granger et Reggie Bullock aux Pistons de Détroit contre un second tour de draft 2020 de la NBA. Le 27 octobre 2015, il fait ses débuts avec les Pistons lors du match d'ouverture de la saison 2015-2016 contre les Hawks d'Atlanta ; en 37 minutes de jeu en étant titulaire, il marque 18 points et prend 10 rebonds et son équipe s'impose 106 à 94.
Le 1er avril 2016, il réalise son second meilleur match de la saison en marquant 31 points lors de la défaite 98 à 89 chez les Mavericks de Dallas. Les Pistons terminent la saison régulière à la huitième place de la Conférence Est avec un bilan de 44 victoires et 38 défaites, accédant aux playoffs NBA pour la première fois depuis 2009. Toutefois, au premier tour, ils rencontrent le premier de la conférence Est, les Cavaliers de Cleveland et s'inclinent 4 matches à 0 contre le futur champion NBA.
Le 3 février 2017, Morris marque 36 points, son record en carrière dans la victoire 116 à 108 contre les Timberwolves du Minnesota. Le 26 février, Morris bat de nouveau son record de points avec 37 unités dans la victoire 120 à 113 après prolongation contre les Trail Blazers de Portland.

#### Celtics de Boston (2017-2019)
Le 7 juillet 2017, Morris est transféré chez les Celtics de Boston contre Avery Bradley et un second tour de draft 2020. Le 31 mars 2018, il marque 25 points lors de la victoire 110 à 99 contre les Raptors de Toronto, il s'agissait de son quatrième match consécutif avec au moins 20 points, son record en carrière.

#### Knicks de New York (2019-2020)
Le 6 juillet 2019, il signe un contrat de 20 millions de dollars sur deux ans avec les Spurs de San Antonio. Néanmoins, il fait faux bond à la franchise texane, et signe, le 12 juillet 2019, un contrat d'une saison pour 15 millions de dollars avec les Knicks de New York.

#### Clippers de Los Angeles (2020-2023)
Le 6 février 2020, il est envoyé aux Clippers de Los Angeles.
Le 21 novembre 2020, il re-signe avec les Clippers pour 64 millions de dollars sur quatre ans.

#### 76ers de Philadelphie (2023-février 2024)
En octobre 2023, quelques jours après le début de la saison, James Harden, des 76ers, est envoyé aux Clippers de Los Angeles avec P. J. Tucker et Filip Petrušev, dans un échange contre Marcus Morris, Nicolas Batum, Robert Covington, Kenyon Martin Jr. et de plusieurs choix de draft,.
En février 2024, avec Furkan Korkmaz, il est transféré aux Pacers de l'Indiana contre Buddy Hield. Dans la foulée, il est envoyé aux Spurs de San Antonio en échange de Doug McDermott. Il est coupé par les Spurs fin février 2024.

#### Cavaliers de Cleveland (mars-avril 2024)
En mars 2024, il signe avec les Cavaliers de Cleveland pour 10 jours. Il signe jusqu'à la fin de saison avec les Cavs par la suite.

### Vie privée
Son frère jumeau Markieff Morris est sélectionné en 13e position lors de la draft 2011 de la NBA. Il est plus jeune de 7 minutes que Markieff.

## Affaires judiciaires

### Accusation d'agression
Le 24 janvier 2015, Marcus et Markieff Morris ont été impliqués dans deux affaires d'agression aggravée alors que cinq hommes différents (dont les jumeaux et l'ancien safety des Ravens de Baltimore, Gerald Bowman (en)) auraient agressé Eric Hood, 36 ans, à l'extérieur du centre de loisirs Nina Mason Pulliam à Phoenix, en Arizona. 
Eric Hood a encadré les jumeaux Morris depuis le lycée jusqu'à la fin de leur carrière universitaire ; les frères aurait agressé Eric Hood pour avoir « envoyé un SMS inapproprié » à leur mère. L’affaire contre les frères Morris a été portée pour la première fois le 3 août 2015 ; le procès s'est terminé le 3 octobre 2017, les jumeaux Morris et Gerald Bowman étant déclarés non coupables et les accusés Julius Kane et Christopher Melendez Jr. avouant leur culpabilité en septembre 2017,.

### Dettes non payés / escroquerie
Le 27 juillet 2025, Marcus Morris a été arrêté dans le comté de Broward, en Floride, pour une accusation de chèque sans provision frauduleuse hors de l'État ; des chèques sans provision d'une valeur de 250 000 $ ont été émis. 
Selon les documents judiciaires que nous avons obtenus, le joueur NBA aurait reçu 115 000 $ du MGM Grand via des chèques sans provision en mai 2024… et ne les aurait jamais remboursés lorsque les chèques ont été rejetés. Les autorités affirment qu'environ un mois plus tard, en juin 2024, il a commis une escroquerie similaire au Wynn Las Vegas… empochant 150 000 $ grâce à des chèques qu'il savait inencaisser,.

## Palmarès
- Consensus second-team All-American (2011)
- Joueur de l'année de la conférence Big 12 (2011)
- First-team All-Big 12 (2011)
- Big 12 All-Rookie team (2009)

## Statistiques

### Universitaires
Les statistiques de Marcus Morris en matchs universitaires sont les suivantes :
| Saison    | Équipe   | Matchs | Titul. | Min./m | % Tir | % 3pts | % LF | Rbds/m. | Pass/m. | Int/m. | Ctr/m. | Pts/m. |
| --------- | -------- | ------ | ------ | ------ | ----- | ------ | ---- | ------- | ------- | ------ | ------ | ------ |
| 2008-2009 | Kansas   | 35     | 19     | 18,8   | 49,0  | 33,3   | 61,1 | 4,74    | 1,09    | 0,86   | 0,51   | 7,43   |
| 2009-2010 | Kansas   | 36     | 33     | 24,7   | 57,0  | 37,5   | 66,0 | 6,11    | 1,03    | 0,94   | 0,33   | 12,75  |
| 2010-2011 | Kansas   | 38     | 36     | 28,3   | 57,0  | 34,2   | 68,8 | 7,63    | 1,68    | 0,89   | 0,58   | 17,21  |
| Carrière  | Carrière | 109    | 88     | 24,1   | 55,3  | 34,9   | 66,2 | 6,20    | 1,28    | 0,90   | 0,48   | 12,60  |

### Professionnels

#### Saison régulière NBA
| Saison    | Équipe        | Matchs | Titul. | Min./m | % Tir | % 3pts | % LF | Rbds/m. | Pass/m. | Int/m. | Ctr/m. | Pts/m. |
| --------- | ------------- | ------ | ------ | ------ | ----- | ------ | ---- | ------- | ------- | ------ | ------ | ------ |
| 2011-2012 | Houston       | 17     | 0      | 7,7    | 29,6  | 11,8   | 75,0 | 0,94    | 0,18    | 0,12   | 0,12   | 2,35   |
| 2012-2013 | Houston       | 54     | 17     | 21,4   | 42,7  | 38,1   | 65,3 | 4,06    | 0,87    | 0,50   | 0,30   | 8,61   |
| 2012-2013 | Phoenix       | 23     | 6      | 16,1   | 40,5  | 30,8   | 40,5 | 2,52    | 0,65    | 0,78   | 0,17   | 5,70   |
| 2013-2014 | Phoenix       | 82     | 1      | 21,9   | 44,2  | 38,1   | 76,1 | 3,89    | 1,07    | 0,88   | 0,22   | 9,71   |
| 2014-2015 | Phoenix       | 81     | 35     | 25,2   | 43,4  | 35,8   | 62,8 | 4,75    | 1,64    | 0,78   | 0,20   | 10,43  |
| 2015-2016 | Détroit       | 80     | 80     | 35,7   | 43,4  | 36,2   | 74,9 | 5,05    | 2,51    | 0,84   | 0,29   | 14,14  |
| 2016-2017 | Détroit       | 79     | 79     | 32,5   | 41,7  | 33,0   | 78,4 | 4,67    | 2,03    | 0,66   | 0,32   | 13,99  |
| 2017-2018 | Boston        | 54     | 21     | 26,8   | 42,9  | 36,8   | 80,5 | 5,35    | 1,33    | 0,65   | 0,22   | 13,59  |
| 2018-2019 | Boston        | 75     | 53     | 27,9   | 44,7  | 37,5   | 84,4 | 6,11    | 1,45    | 0,57   | 0,33   | 13,95  |
| 2019-2020 | New York      | 43     | 43     | 32,3   | 44,2  | 43,9   | 82,3 | 5,42    | 1,37    | 0,79   | 0,40   | 19,56  |
| 2019-2020 | L.A. Clippers | 19     | 19     | 28,9   | 42,5  | 31,0   | 81,8 | 4,11    | 1,42    | 0,68   | 0,68   | 10,11  |
| 2020-2021 | L.A. Clippers | 57     | 29     | 26,4   | 47,3  | 47,3   | 82,0 | 4,10    | 1,00    | 0,60   | 0,30   | 13,40  |
| 2021-2022 | L.A. Clippers | 54     | 54     | 29,0   | 43,4  | 36,7   | 87,2 | 4,40    | 2,10    | 0,50   | 0,30   | 15,40  |
| Carrière  | Carrière      | 718    | 437    | 27,1   | 43,5  | 37,7   | 77,3 | 4,60    | 1,50    | 0,70   | 0,30   | 12,40  |

Mise à jour le 10 octobre 2022

#### Playoffs NBA
| Saison   | Équipe        | Matchs | Titul. | Min./m | % Tir | % 3pts | % LF | Rbds/m. | Pass/m. | Int/m. | Ctr/m. | Pts/m. |
| -------- | ------------- | ------ | ------ | ------ | ----- | ------ | ---- | ------- | ------- | ------ | ------ | ------ |
| 2016     | Détroit       | 4      | 4      | 36,0   | 46,8  | 38,9   | 87,0 | 3,25    | 2,50    | 0,50   | 0,00   | 17,75  |
| 2018     | Boston        | 19     | 4      | 29,6   | 36,8  | 41,7   | 71,2 | 5,42    | 1,11    | 0,37   | 0,26   | 12,42  |
| 2019     | Boston        | 9      | 4      | 28,3   | 51,9  | 45,0   | 74,2 | 8,11    | 1,22    | 0,11   | 0,56   | 13,67  |
| 2020     | L.A. Clippers | 13     | 13     | 29,9   | 50,5  | 47,5   | 92,9 | 4,85    | 1,62    | 0,85   | 0,08   | 11,77  |
| 2021     | L.A. Clippers | 19     | 18     | 31,8   | 43,0  | 37,5   | 75,0 | 4,30    | 1,50    | 0,50   | 0,50   | 12,20  |
| Carrière | Carrière      | 64     | 43     | 30,5   | 43,5  | 41,8   | 76,7 | 5,20    | 1,40    | 0,50   | 0,24   | 12,70  |

Mise à jour le 13 septembre 2021

#### Saison régulière D-League
| Saison    | Équipe            | Matchs | Titul. | Min./m | % Tir | % 3pts | % LF | Rbds/m. | Pass/m. | Int/m. | Ctr/m. | Pts/m. |
| --------- | ----------------- | ------ | ------ | ------ | ----- | ------ | ---- | ------- | ------- | ------ | ------ | ------ |
| 2011-2012 | Rio Grande Valley | 11     | 9      | 30,0   | 45,7  | 25,5   | 73,0 | 8,27    | 1,09    | 1,27   | 0,45   | 20,73  |
| Carrière  | Carrière          | 11     | 9      | 30,0   | 45,7  | 25,5   | 73,0 | 8,27    | 1,09    | 1,27   | 0,45   | 20,73  |

## Records sur une rencontre en NBA
Les records personnels de Marcus Morris en NBA sont les suivants, :
| Type de statistique        | Saison régulière | Saison régulière          | Saison régulière | Playoffs | Playoffs                 | Playoffs      |
| Type de statistique        | Record           | Adversaire                | Date             | Record   | Adversaire               | Date          |
| -------------------------- | ---------------- | ------------------------- | ---------------- | -------- | ------------------------ | ------------- |
| Points                     | 38               | @ Clippers de Los Angeles | 5 janvier 2020   | 26       | Suns de Phoenix          | 30 juin 2021  |
| Paniers marqués            | 13               | 3 fois                    | 3 fois           | 10       | 2 fois                   | 2 fois        |
| Paniers tentés             | 23               | Trail Blazers de Portland | 28 février 2017  | 20       | Bucks de Milwaukee       | 15 avril 2018 |
| Paniers à 3 points réussis | 7                | Nets de Brooklyn          | 24 novembre 2019 | 7        | Mavericks de Dallas      | 6 juin 2021   |
| Paniers à 3 points tentés  | 13               | @ Hornets de Charlotte    | 28 janvier 2020  | 11       | Suns de Phoenix          | 30 juin 2021  |
| Lancers francs réussis     | 12               | Cavaliers de Cleveland    | 18 novembre 2019 | 7        | 3 fois                   | 3 fois        |
| Lancers francs tentés      | 14               | Grizzlies de Memphis      | 21 décembre 2016 | 11       | Bucks de Milwaukee       | 6 mai 2019    |
| Rebonds offensifs          | 6                | Wizards de Washington     | 21 janvier 2017  | 4        | 2 fois                   | 2 fois        |
| Rebonds défensifs          | 13               | Mavericks de Dallas       | 15 février 2017  | 10       | Bucks de Milwaukee       | 6 mai 2019    |
| Rebonds totaux             | 14               | 2 fois                    | 2 fois           | 14       | Bucks de Milwaukee       | 6 mai 2019    |
| Passes décisives           | 8                | 76ers de Philadelphie     | 24 février 2016  | 5        | @ Cavaliers de Cleveland | 17 avril 2016 |
| Interceptions              | 5                | @ Kings de Sacramento     | 11 novembre 2015 | 4        | Mavericks de Dallas      | 17 août 2020  |
| Contres                    | 4                | @ Magic d'Orlando         | 30 octobre 2019  | 3        | @ Bucks de Milwaukee     | 28 avril 2019 |
| Balles perdues             | 6                | 3 fois                    | 3 fois           | 4        | 2 fois                   | 2 fois        |
| Minutes jouées             | 57               | @ Bulls de Chicago        | 18 décembre 2015 | 42       | Suns de Phoenix          | 30 juin 2021  |

- Double-double : 31 (dont 4 en playoffs)
- Triple-double : 0

Dernière mise à jour : 2 novembre 2022

## Salaires
| Année       | Equipe                  | Salaire      |
| ----------- | ----------------------- | ------------ |
| 2011-2012   | Rockets de Houston      | 1 823 280 $  |
| 2012-2013   | Suns de Phoenix         | 1 959 960 $  |
| 2013-2014   | Suns de Phoenix         | 1 987 320 $  |
| 2014-2015*  | Suns de Phoenix         | 2 943 221 $  |
| 2015-2016   | Pistons de Détroit      | 5 000 000 $  |
| 2016-2017   | Pistons de Détroit      | 4 625 000 $  |
| 2017-2018   | Celtics de Boston       | 5 000 000 $  |
| 2018-2019   | Celtics de Boston       | 5 375 000 $  |
| Total Gains | Total Gains             | 28 713 781 $ |
| 2019-2020   | Clippers de Los Angeles | 15 000 000 $ |

Note : * Pour la saison 2014-2015, le salaire moyen d'un joueur évoluant en NBA est de 4 500 000 $.